# Bovó de Voghera
Bovó (Provença, mitjan s. X - Voghera, Pavia, Llombardia, 22 de maig de 986) fou un cavaller franc, pelegrí i penitent. És venerat com a sant per diverses confessions cristianes.

## Biografia
Segons una antiga biografia en part llegendària, era fill d'Adelfrid i Odelinda, nobles provençals. Distingit en diverses batalles contra els musulmans, que feien incursions al sud de França, tingué un paper determinant en el setge de La Gàrdia Frainet (Var), dirigit pel duc Guillem I de Provença cap al 973, i que acabà amb la presa de la ciutat als musulmans.
Successivament canvià de vida i es retirà del món per meditar, fer penitència i peregrinar: ja abans havia fet un vot de fer una peregrinació anual a la tomba de Sant Pere apòstol a Roma. Adquirí fama de virtut i santedat. Perdonà els assassins d'un germà seu i se li atribuïren miracles i guaricions. En un pelegrinatge cap a Roma, emmalaltí i morí a Voghera el 22 de maig de 986.

## Veneració
De seguida fou venerat pels seus miracles i la ciutat de Voghera l'elegí com a sant patró. En 1496 s'obrí la seva tomba i se'n reconegueren les restes.
És patró també dels animals domèstics, i en alguns llocs del Vèneto s'identifica confós amb Sant Antoni Abat, a qui s'anomena també San Bovo. Aquest patronatge pot provenir pel nom, similar al bovo, bove i bò italians, que volen dir "bou". De fet, sovint se'l representa com un cavaller amb un estendard on hi ha dibuixat un bou.